# 真福寺 (さいたま市)
真福寺（しんぷくじ）は、埼玉県さいたま市岩槻区の大字。郵便番号は339-0044。

## 地理
さいたま市岩槻区中部の大宮台地（岩槻支台）に位置する。北側から東側にかけて城南に、東側で大字浮谷の飛地と大字南下新井に、南側で浮谷に、西側で柏崎に隣接する。全域が市街化調整区域に指定されており、雑木林や耕作地が多く住宅は少ない。

## 歴史
もとは江戸期より存在した武蔵国埼玉郡岩槻領に属する真福寺村であった。地名は真福寺と号される寺が建立されていたことによると云われている。
- 初めは岩槻藩領、1756年（宝暦6年）より幕府領となる[5]。なお、検地は1628年（寛永5年）に実施[6]。
- 幕末の時点では埼玉郡に属し、明治初年の『旧高旧領取調帳』の記載によると、幕府領（代官・大竹左馬太郎支配所）[7]。
- 1868年（慶応4年）6月19日 - 幕府領が武蔵知県事・山田政則（忍藩士）の管轄となる。
- 1869年（明治2年） 
  - 1月13日 - 武蔵知県事・宮原忠英の管轄区域に大宮県を設置。県庁は東京府馬喰町に置かれる。
  - 9月29日 - 県庁が浦和に置かれ浦和県に改称。
- 1871年（明治4年）11月13日 - 第1次府県統合により埼玉県の管轄となる。
- 1879年（明治12年）3月17日 - 郡区町村編制法により成立した南埼玉郡に属す。郡役所は岩槻町に設置。
- 1889年（明治22年）4月1日 - 町村制施行によって加倉村・柏崎村・横根村・谷下村・浮谷村・真福寺村の6村が合併し、柏崎村が成立。柏崎村の大字真福寺となる[5]。
- 1954年（昭和29年）
  - 5月3日 - 柏崎村が岩槻町・新和村・和土村・川通村・河合村・慈恩寺村と合併し、岩槻町が成立[8]。岩槻町の大字となる。
  - 7月1日 - 岩槻町が市制施行し[8]、岩槻市の大字となる。
- 1989年（平成元年）11月6日 – 住居表示実施により、大字真福寺および大字柏崎の各一部から城南一丁目〜五丁目が成立。
- 2005年（平成17年）4月1日 - 岩槻市がさいたま市に編入合併され、さいたま市岩槻区の大字となる。

## 世帯数と人口
2017年（平成29年）10月1日時点の世帯数と人口は以下の通りである。
| 大字   | 世帯数  | 人口  |
| ------ | ------- | ----- |
| 真福寺 | 167世帯 | 379人 |

## 小・中学校の学区
市立小・中学校に通う場合、学区（校区）は以下の通りとなる。
| 区域                 | 小学校                 | 中学校                 |
| -------------------- | ---------------------- | ---------------------- |
| 1406番地1 - 1515番地 | さいたま市立城南小学校 | さいたま市立柏陽中学校 |
| その他               | さいたま市立柏崎小学校 | さいたま市立柏陽中学校 |

## 交通

### 鉄道
鉄道は敷設されていない。最寄り駅は東武野田線（東武アーバンパークライン）岩槻駅となっている。 かつては武州鉄道の真福寺駅が所在していた。

### 道路
- 埼玉県道324号蒲生岩槻線

### バス
国際興業バスにより、岩槻駅発着の路線バスが運行されている。

## 施設
- さいたま市立柏陽中学校
- さいたま市立城南小学校 - 敷地の一部が大字真福寺の区域に掛かる。
- 真福寺自治会館
- 真言宗豊山派正蔵院
- 鶴姫神社
- 久伊豆神社
- 正蔵院こども広場

※ 真福寺貝塚は城南三丁目に所在する。住居表示実施前は名前の通り当地区内に所在した。